# Debora Rosenthal
Debora Rosenthal (* 1993) ist eine deutsche Produzentin, Hockeyspielerin und Fernsehdarstellerin.

## Leben
Rosenthal wurde als jüngere der beiden Töchter des Anwalts und Notars Gert Rosenthal geboren und ist damit eine Enkelin des 1987 verstorbenen Entertainers und Moderators Hans Rosenthal.
Von 2013 bis 2015 war sie Teil der Jury bei Das ist Spitze!.
Ab der Saison 2013/14 war sie Hockeyspielerin für den Drittligisten Rot-Weiss Köln. 2009, 2013 und 2015 nahm sie als Hockeyspielerin an der Makkabiade teil.
In der Saison 2019/20 spielte sie Hockey beim Steglitzer TK als Verteidigerin.
Sie war Produzentin bei 12 Episoden von Die Spezialisten – Im Namen der Opfer und Extraklasse 2+.

## Filmographie (Auswahl)
- 2013–2015: Das ist Spitze!
- 2019: Die Spezialisten – Im Namen der Opfer (Fernsehserie, 13 Episoden)
- 2021: Extraklasse 2+ (Fernsehfilm)
- 2022: Extraklasse – On Tour (Fernsehfilm)
- 2022: Der Schiffsarzt (Fernsehserie, Producer)